# 광성보통학교 축구단
광성보통학교 축구단(光成普通學校蹴球團)은 일제강점기 조선 평안남도 평양부에 있었던 축구 선수단이다. 광성보통학교가 운영했던 U-12 축구단이며, 1922년 이전에 창단되었고 1935년 이후에 해단되었다.

## 시즌별 성적
| 시즌 | 대회                                   | 참가 | 경기 | 승 | 무 | 패 | 득 | 실 | 차  | 승점 | 순위 |
| ---- | -------------------------------------- | ---- | ---- | -- | -- | -- | -- | -- | --- | ---- | ---- |
| 1923 | 전국체육대회 축구 소학부               | 7    | 3    | 3  | 0  | 0  | 10 | 0  | +10 |      | 우승 |
| 1924 | 전국체육대회 축구 소학부               | 5    | 2    | 2  | 0  | 0  | 6  | 0  | +6  |      | 우승 |
| 1924 | 평양기독교청년회 전조선축구대회 소학부 | 8    |      |    |    |    |    |    |     |      | 우승 |

## 수상 기록
| 시즌 | 대회                                   | 수상 |
| ---- | -------------------------------------- | ---- |
| 1923 | 전국체육대회 축구 소학부               | 우승 |
| 1924 | 전국체육대회 축구 소학부               | 우승 |
| 1924 | 평양기독교청년회 전조선축구대회 소학부 | 우승 |

## 참고 문헌
- “스포츠지원포털 등록 현황”. 대한체육회.
- “대한체육회 국내종합경기대회”. 대한체육회.
- “KFA 통합경기정보 시스템”. 대한축구협회.
- 《대한체육회 50년》. 대한체육회. 1970. 2020년 11월 8일에 원본 문서에서 보존된 문서. 2022년 11월 5일에 확인함.
- 《대한체육회 70년사》. 대한체육회. 1990. 2020년 11월 8일에 원본 문서에서 보존된 문서. 2022년 11월 5일에 확인함.
- 《대한체육회 90년사》. 대한체육회. 2011. 2020년 11월 8일에 원본 문서에서 보존된 문서. 2022년 11월 5일에 확인함.
- 대한체육회 100주년 기념사업부 (2020). 《대한민국 체육 100년》. 대한체육회.
- 《韓國蹴球百年史(한국축구백년사)》. 대한축구협회. 1986.